# تام واتسون
تام واتسون (به انگلیسی: Tom Watson) (زاده آوریل ۱۸۵۹– درگذشت ۶ مه ۱۹۱۵) سرمربی فوتبال اهل انگلستان بود که سرمربی‌گری باشگاه ساندرلند و لیورپول را در کارنامه خود داشت. واتسون به مدت ۶ فصل از ۱۸۸۸–۱۸۹۶ در سمت سرمربی‌گری باشگاه ساندرلند بود. تحت هدایت او ساندرلند، سه بار در فصل‌های ۱۸۹۱–۹۲، ۱۸۹۲–۹۳ و ۱۸۹۴–۹۵ قهرمان لیگ دسته اول انگلیس شد.

تام واتسون پس از این سه قهرمانی با ساندرلند در لیگ، به عنوان سرمربی باشگاه لیورپول انتخاب شد. او تا پایان عمر خود به مدت ۱۹ سال در سمت سرمربی‌گری لیورپول فعالیت داشت و در طی این سال‌ها، دو بار با لیورپول در فصل‌های ۱۹۰۰–۰۱ (نخستین عنوان قهرمانی لیورپول در لیگ انگلستان) و ۱۹۰۵–۰۶ قهرمان لیگ دسته اول شد. همچنین تام واتسون در سال ۱۹۱۴ لیورپول را برای نخستین بار به فینال جام حذفی رساند هر چند که این تیم در برابر تیم برنلی ۱–۰ مغلوب شد و نتوانست به مقام قهرمانی جام حذفی دست یابد.